# Istocheta torrida
Istocheta torrida är en tvåvingeart som först beskrevs av Richter 1976.  Istocheta torrida ingår i släktet Istocheta och familjen parasitflugor. Inga underarter finns listade i Catalogue of Life.